# Christopher Krabbe
Christopher Krabbe (af Damsgaard), född den 20 juli 1833, död den 22 maj 1913 i Köpenhamn, var en dansk politiker, jurist och ämbetsman, brorson till generalen Oluf Krabbe.
Krabbe var 1864-66 medlem av riksrådet, 1864-84 och 1895-1910 av Folketinget, och var dess talman 1870-73. Åren 1901-05 var han Folketingets vice talman. Krabbe var 1870 en av stiftarna av Forenede Venstre, bland vars ledare hans bevågade, kraftiga med självmedvetna och envisa personlighet gjorde sig starkt gällande. Från 1896 var han en betydande medlem av Reformpartiet, från 1905 av Radikale Venstre och var 1909-10 försvarsminister i Carl Theodor Zahles första regering. I det interparlamentariska arbetet spelade Krabbe en betydande roll.

## Utmärkelser
- Riddare av Dannebrogorden,  1875[1]
- Dannebrogsmännens hederstecken,  1892[1]
- Kammarherre,  1910[1]

[Redigera Wikidata]